# Pallacanestro agli XI Giochi del Mediterraneo
I tornei di pallacanestro agli XI Giochi del Mediterraneo si sono svolti nel 1991 ad Atene.